# Li Keran
Li Keran (xinès:李可染; pinyin: Lǐ Kěrǎn) fou un pintor (que va exercir la docència en art a la Facultat d'Art de Pequín), cal·lígraf, gravador i músic xinès contemporani que va néixer el 26 de març de 1907 a Xuzhou, província de Jiangsu, amb el nom Li Yongshun i mort el 1989. És el pare de Li Xiaoke.
Fou un cèlebre pintor que va desenvolupar un estil personal pintant paisatges. Es va inspirar en mestres anteriors i contemporanis. De ben jove va estudiar amb un pintor local i el 1923 es va traslladar a Xangai per estudiar a l'Escola d'Art. Va continuar els seus estudis a l'Escola d'Art de Hangzhou on va aprendre la pintura a l'oli amb el pintor francès André Claoudit. Es va interessar per l'expressionisme alemany. Vinculat a l'art esquerranista (“Societat de Yiba”). Després de la guerra contra els japonesos va rebre el suport de Xu Beihong, Huang Binhong i Qi Baishi. Va influir a altres artistes posteriors. Entre les seves obres cal destacar: Vells xiprers, Vaixells, Serenitat al riu i Noi damunt un búfal.